# S3RL
Jole Hughes, més conegut pel seu nom artístic S3RL o Dj S3RL, (Brisbane, Austràlia) és un DJ especialitzat en el gènere del happy hardcore molt popular a nivell global. Les seues cançons solen tindre temàtica "friki", sent exitoses entre la gent que juga videojocs i veu anime. Les lletres solen contenir un contingut paròdic i satíric.
Va iniciar la seva producció el 2000 a partir d'haver après amb el videojoc per a PlayStation Music 2000 i el primer pas de publicació de cara al públic ocurrí a finals del 2005 quan va mostrar a Kevin Energy i Sharkey les seves composicions. Poc temps després signà per a una casa discogràfica, Nu Energy Collective (NEC). Publicà la primera cançó, "Transformers", en disc de vinil, convertint-se en el primer DJ en Queensland en signar per una casa discogràfica important i internacional. Més endavant creà la seva pròpia casa discogràfica, EMFA Music, i continuà llançant cançons exitoses. Amb aquesta discogràfica va traure el 2018 la centena cançó, "What is a DJ?".